# Берта (дочь Лотаря II)
Берта (лат. Bertha; около 863—8 марта 925, Лукка) — сначала графиня Арля (885 — между 887 и 890) по браку с Теобальдом, затем маркграфиня Тосканы (между 890 и 895—915) по браку с Адальбертом II Богатым; регент Тосканской марки (915—916) при своём сыне Гвидо.

## Биография
Берта упоминается в целом ряде средневековых исторических источников. Среди них: «Бертинские анналы», «Деяния Беренгара», «Антаподосис» Лиутпранда Кремонского, «Об управлении империей» Константина VII Багрянородного, труды нескольких арабских авторов, а также юридические документы, письма и эпитафия Берты.

### Ранние годы
Предполагается, что Берта родилась около 863 года. Она была внебрачной дочерью короля Лотарингии Лотаря II и его конкубины Вальдрады. Её единоутробным братом был Гуго, старшей сестрой — Гизела, а младшей — Эрменгарда.
Несмотря на все усилия Лотаря II развестись со своей женой Теутбергой и жениться на Вальдраде, из-за сильного противодействия его противников (в первую очередь духовенства во главе с папой римским Николаем I) ему это так и не удалось. Всё, что он смог сделать для своего единственного сына Гуго — передать тому в управление Эльзасское герцогство. Лотарь II умер в 869 году; возможно, вскоре после того скончалась и ушедшая в Ремирмонское аббатство Вальдрада.

### Графиня Арля
Первое свидетельство о Берте в современных ей исторических источниках относится к 880 году, когда в «Бертинских анналах» было упомянуто о её бракосочетании с лотарингским графом Теобальдом из рода Бозонидов. Так как муж Берты был близким родственником королевы Теутберги, то предполагается, что это мог быть политический брак, призванный примирить две враждовавшие ранее семьи, детей Лотаря II и родичей Хукберта.
Муж Берты в 885 году примкнул к заговору своего шурина Гуго Эльзасского против императора Карла III Толстого. Однако после того как подготавливаемый мятеж был раскрыт, Теобальд вместе со всеми домочадцами покинул Восточно-Франкское королевство. Он нашёл приют в Нижней Бургундии при дворе своего родственника Бозона Вьенского, который сделал Теобальда графом Арля.
В браке Теобальда и Берты родились четверо детей: сыновья Гуго и Бозон и дочери Теутберга и Эрменгарда. По ономастическим данным, Гуго и Теутберга должны были родиться ещё в Лотарингии, а Бозо и Эрменгарда — уже в Бургундии.
Последнее свидетельство о графе Теобальде датировано июнем 887 года. Возможно, он умер через несколько лет после этого. За тот короткий срок, что Теобальд правил Арлем, он смог значительно укрепить свои позиции в Нижней Бургундии, что позволило его ещё малолетнему сыну Гуго беспрепятственно унаследовать владения отца.

### Маркграфиня Тосканы
Через несколько лет после смерти Теобальда Берта вступила во второй брак: её новым супругом стал маркграф Тосканы Адальберт II Богатый. Возможно, это был политический брак, призванный усилить влияние членов итальянского рода Бонифациев в Нижней Бургундии, где у них были обширные личные владения. Дата брака Берты и Адальберта II точно не известна. Предполагается, что он мог быть заключён между 890 и 895 годами, так как имена двух родившихся в этом браке сыновей — Гвидо и Ламберт — совпадают с именами их тёзок Гвидо и Ламберта Сполетских, в 891—894 годах бывших союзниками Адальберта II в борьбе против Беренгара I Фриульского.
В средневековых источниках Берта описывается как женщина, активно вмешивавшаяся в деятельность своего второго мужа. Не известно, участвовала ли как-то Берта в событиях 890-х годов, когда Адальберт II Богатый поддерживал притязания на престол Итальянского королевства сначала Гвидо и Ламберта Сполетских, а затем Арнульфа Каринтийского. По свидетельству Лиутпранда Кремонского, именно по наущению жены маркграф Адальберт II в августе 898 года пошёл на такое «нечестивое предприятие», как мятеж против короля Ламберта. Предполагается, что идея призвать в Италию в 901 году своего родственника, короля Нижней Бургундии Людовика III, также исходила от маркграфини Тосканы. Возможно, Берта надеялась, что после восшествия на престол Итальянского королевства Людовик передаст её сыну Гуго Арльскому, бывшему тогда наиболее влиятельным из его вассалов, или регентство над Нижней Бургундией, или какое-нибудь отнятое у сторонников Беренгара I герцогство. Однако, став королём Италии, Людовик III не сделал ни того, ни другого. Только после его ослепления Беренгаром I в 905 году Гуго Арльский получил должность регента Нижней Бургундии, которой он управлял следующие двадцать лет.
Берта — одна из немногих женщин Раннего Средневековья, не только участвовавшая в политической жизни своей страны, но и ведшая межгосударственную деятельность. В трудах нескольких арабских авторов (например, «Книге сокровищ и даров» аль-Рашида ибн аль-Зубайра) сохранились сведения о посольстве маркграфини Тосканы к аббасидскому халифу аль-Муктафи, прибывшем в Самарру в 293 году хиджры (2 ноября 905—21 октября 906). В написанном Бертой по этому случаю письме сообщалось, что до недавнего времени она считала наиболее могущественным мусульманским правителем эмира государства Аглабидов, с которым была вынуждена поддерживать дружеские отношения, несмотря на то, что его подданные постоянно совершали набеги на её владения. Однако от одного из пленных арабов, евнуха Али аль-Хадима, человека образованного и уже семь лет бывшего у неё доверенным лицом, Берта узнала о существовании у мусульман монарха с более высокий статусом, чем аглабидский правитель Ифрикии. Как властительница равная по могуществу аль-Муктафи Берта пожелала заключить союз с халифом, для чего и отправила к нему этого самого Али аль-Хадима. Предлагая аль-Муктафи союз, Берта упоминала о возможности совместными силами положить конец разбою подданных аглабидского халифа в Средиземном море, а также о координации возможных военных действий против контролировавших Южную Италию византийцев. Письмо Берты было написано на малоизвестной в то время в арабском мире латыни (дословно, «франкском языке») и для его представления аль-Муктафи чиновникам халифа пришлось сначала перевести послание на греческий, а затем уже на арабский язык. Берта сообщала халифу, что послала ему вместе с Али Аль-Хадимом в качестве даров всё то, что считала лучшим в своих владениях. Правда, сами подарки к аль-Муктафи так и не были привезены, так как ехавший через владения Зиядет-Аллаха III посол Берты опасался, что они могут быть конфискованы аглабидским эмиром. Среди прочего, посол Берты должны были устно передать аль-Муктафи предложение о браке, но между кем маркграфиня планировала заключить брачный союз, в арабских источниках не упоминается. Сначала посол был встречен при дворе аль-Муктафи весьма прохладно: Али аль-Хадим прибыл без обычных в этом случае даров, представленное им послание было написано на неизвестном языке, также как не была известна при халифском дворе и его отправительница. Из-за этого первоначально на все предложения Берты предполагалось дать резкий отрицательный ответ, но затем было решено несколько смягчить тон ответного послания. Текст письма аль-Муктафи к Берте также сохранился: это пространный документ полный восхвалений халифа, но содержавший только весьма уклончивые ответы на все предложения маркграфини Тосканы. Положительно было встречено только предложение Берты о том, что она будет отсылать халифу всех пленных мусульман, захваченных её подданными. С этим посланием Али аль-Хадим отправился обратно в Италию, но по пути умер, так и не выполнив возложенного на него поручения. О том, были ли продолжены дипломатические контакты между Бертой и аль-Муктафи, в исторических источниках сведений не сохранилось. В трудах современных историков особо подчёркивается, что «вызывают сильное удивление» те титулы, которыми Берта наделяла себя в контактах с аббасидским халифом. В сообщениях арабских авторов она названа «королевой всех франков», но в написанном Бертой к халифу послании она сама себя величала «императрицей», «владычицей двадцати четырёх королевств, говоривших каждое на своём языке» и правительницей Рима, а также утверждала, что её войско по численности превосходило войско византийского императора. Неизвестно, что сподвигло Берту приписать себе никогда не имевшиеся у неё достоинства: или это была дипломатическая хитрость, направленная на то, чтобы быстрее склонить халифа к союзу с настолько могущественным правителем, каким маркграфиня Тосканы представлялась в послании, или такое «чрезмерное хвастовство» было одной из черт характера супруги Адальберта II Богатого. Также отмечается, что в послании Берты отсутствуют какие-либо упоминания о её муже.
После утверждения Беренгара I единоличным правителем Италии Адальберт II Богатый продолжил оставаться самым влиятельным противником короля. Известно, что в 906 или 907 году герцог Тосканы вёл военные действия против итальянского монарха и даже захватил некоторые из королевских владений. К тому же времени относятся и сведения о конфликте Берты с архиепископом Равенны Иоанном XII. Его причина неизвестна, но когда маркграфиня и архиепископ помирились, то этот иерарх стал одним из наиболее деятельных сторонников Адальберта II. Сохранилось письмо Иоанна XII к Берте, в котором архиепископ Равенны информировал маркграфиню Тосканы о всей известной ему деятельности Беренгара I и его вассалов. В том же послании упоминалось о готовившейся встрече Берты с женой одного из вассалов Альбериха I Сполетского. Возможно, что действуя через приближённую к Альбериху женщину, Берта намеревалась сделать правителя Сполетского герцогства союзником Адальберта II Тосканского.
Предполагается, что Берта сыграла важную роль и в заключении брака её дочери Эрменгарды с Адальбертом I. Этот состоявшийся между 911 и 915 годами брачный союз способствовал переходу правителя Иврейской марки из лагеря сторонников Беренгара I Фриульского в лагерь союзников Адальберта II Тосканского.
В августе или сентябре 915 года умер муж Берты Адальберт II Богатый и правителем Тосканской марки стал её сын Гвидо. Воспользовавшись ситуацией, король Беренгар I заставил нового тосканского маркграфа принести ему вассальную присягу. Вероятно, официальная церемония получения Гвидо маркграфского титула состоялась в ноябре, когда Беренгар I по пути на императорскую коронацию в Риме останавливался в Лукке. Из современных событиям документов следует, что в первый год после смерти мужа Берта управляла его владениями на правах регента. Вероятно, это связано с частым отсутствием здесь Гвидо, сопровождавшего короля Беренгара I в поездках по Италии.
Однако к лету 919 года отношения между Гвидо Тосканским и Беренгаром I Фриульским значительно обострились. Возможно, ухудшение отношений началось ещё в 916 или 917 году, когда Гуго Арльский при поддержке Гвидо и Берты совершил поход в Италию, но затем заключил мир с Беренгаром I. Союзником маркграфа Тосканы в конфликте с королём стал Адальберт II Иврейский. Однако на этот раз Беренгар I предпринял энергичные меры против своих противников: в октябре того же года он изгнал Адальберта II из его владений, а в первой половине 920 года арестовал Гвидо и Берту, повелев содержать их под стражей в Мантуе. По свидетельству Лиутпранда Кремонского, несмотря на заключение, благодаря большому авторитету, которым Берта обладала среди вассалов своего умершего мужа и возглавлявшегося епископом Петром II тосканского духовенства, её сыну удалось сохранить все свои владения. Неизвестно, сколько Гвидо и Берта находились под стражей: в современных событиям документах сообщается, что король контролировал значительную часть владений маркграфов Тосканы и Ивреи, по крайней мере, до февраля 921 года. Возможно, Беренгар I освободил заключённых только в конце 921 года, когда в преддверии вторжения в Италию короля Верхней Бургундии Рудольфа II пытался заручиться поддержкой как можно большего числа своих вассалов.
В войне 921—923 годов между Беренгаром I и Рудольфом II маркграф Тосканы не поддерживал никого из них, хотя его союзник Адальберт II Иврейский перешёл на сторону короля Италии. Такая позиция Гвидо и Берты была вызвана тем, что ни они, ни их родственники в Нижней Бургундии не получили бы никакой выгоды от восшествия на итальянский престол правителя Верхней Бургундии. Возможно, что после гибели Беренгара I Фриульского в 924 году Гвидо Тосканский так и не признал законным правителем Италии Рудольфа II. Предполагается, что по инициативе Берты несколько знатных итальянских сеньоров снова выдвинули Гуго Арльского кандидатом на престол, однако каких-либо подтверждений этому в современных событиям документах нет. Берта не дожила до того времени, когда её старший сын в 926 году получил титул короля Италии: она умерла в Лукке 8 марта 925 года. Берта была похоронена в соборе Святого Мартина. Здесь находится эпитафия, написанная в честь Берты в 932 году по поручению её сына Гуго Арльского.

### Семья
Первым мужем Берты (с 880 года) был граф Арля Теобальд (умер между 887 и 890 годами). В этом браке родились:
- Гуго (между 880 и 885—10 апреля 947) — граф Арля (между 887 и 890—926), граф Вьена (895—926), король Италии (926—945) и король Нижней Бургундии (928—933)
- Теутберга (умерла ранее сентября 948) — жена графа Труа Гарнье[порт.] (около 885—6 декабря 924)
- Бозон (885—936) — граф Авиньона (911—931), граф Арля (926—931) и маркграф Тосканы (926—931)[39]
- Эрменгарда (умерла после 924 года).

Вторым мужем Берты (с приблизительно 890 года) был маркграф Тосканы Адальберт II Богатый (умер в августе или сентябре 915 года). В этом браке родились:
- Гвидо (умер в 930 году) — маркграф Тосканы (915—930)
- Ламберт (умер после 938 года) — маркграф Тосканы (930—931)
- Эрменгарда (умерла 29 февраля после 932 года) — жена (с 911 или 914 года) маркграфа Ивреи Адальберта I (умер 17 июля 923 года или 8 октября 924 года)[40].

### Оценки деятельности Берты
Современники Берты по разному оценивали её как человека и как политического деятеля. В ряде источников она представлена красивой, амбициозной и смелой женщина, имевшей сильное влияние на политику своего второго мужа Адальберта II Богатого. В эпитафии Берта наделяется эпитетами «добродетельная», «благочестивая», «красивая», «украшение мира» и «превосходившая всех умом». Там же сообщается, что когда она умерла, «все люди Востока и Запада погрузились в траур, и вся Европа, включая Франкию, Корсику, Сардинию, Грецию и Италию, оплакивала её». Однако Лиутпранд Кремонский, хотя и описывал Берту как властительницу, обладавшую огромным авторитетом среди вассалов, сообщал, что этого она добилась «хитростью, дарами и любовными интригами». Этот же автор, упоминая о супруге Адальберта I Иврейского Эрменгарде, называл её «подобной в разврате» своей матери Берте. Лиутпранд Кремонский считал Берту также виновной в подстрекательстве своего мужа Адальберта II Богатого к мятежам против законных монархов Италии. О том же как о «ядовитого зверя шипении» намекалось в «Деяниях Беренгара».
Современные же историки высоко оценивают деятельность Берты. По мнению Дж. Фазоли, это была честолюбивая женщина, «весьма известная в кругу венценосных особ». При её дворе «всегда можно было встретить влиятельных людей, которые приезжали, чтобы обсудить с ней важные вопросы, а ее влияние распространялось далеко за пределы, обозначенные ее титулом маркграфини Тосканской». Обвинение же Берты в подстрекательстве мужа завладеть престолом Итальянского королевства вряд ли обосновано. В целом же, её можно считать одной из наиболее выдающихся женщин своего времени, наделённой многими достоинствами и внёсшей значительный вклад в процветание своей семьи.

## Комментарии
1. ↑  В арабских источниках подробно перечислены все подарки, которые Берта намеревалась послать аль-Муктафи: это 50 мечей, 50 щитов, 50 франкских копий, 20 вышитых золотыми нитями мантий, 20 евнухов-сакалиба, 20 красивых и грациозных девушек-рабынь также из числа сакалиба, 10 крупных и ничего не боявшихся охотничьих собак, 7 ястребов и 7 соколов, 20 разноцветных одеяний, менявших цвет в зависимости от освещённости, «франкские» птицы, обученные кричать и махать крыльями при подаче их хозяину отравленной пищи, а также «стеклянные жемчужины», которые без боли позволяли извлекать из тела стрелы и наконечники копий, даже если раны уже зажили. Вероятно, такой набор даров был обычным в дипломатии Каролингской Европы того времени[24][29][30][31][32].